# Igreja de Santa Rita (Serro)

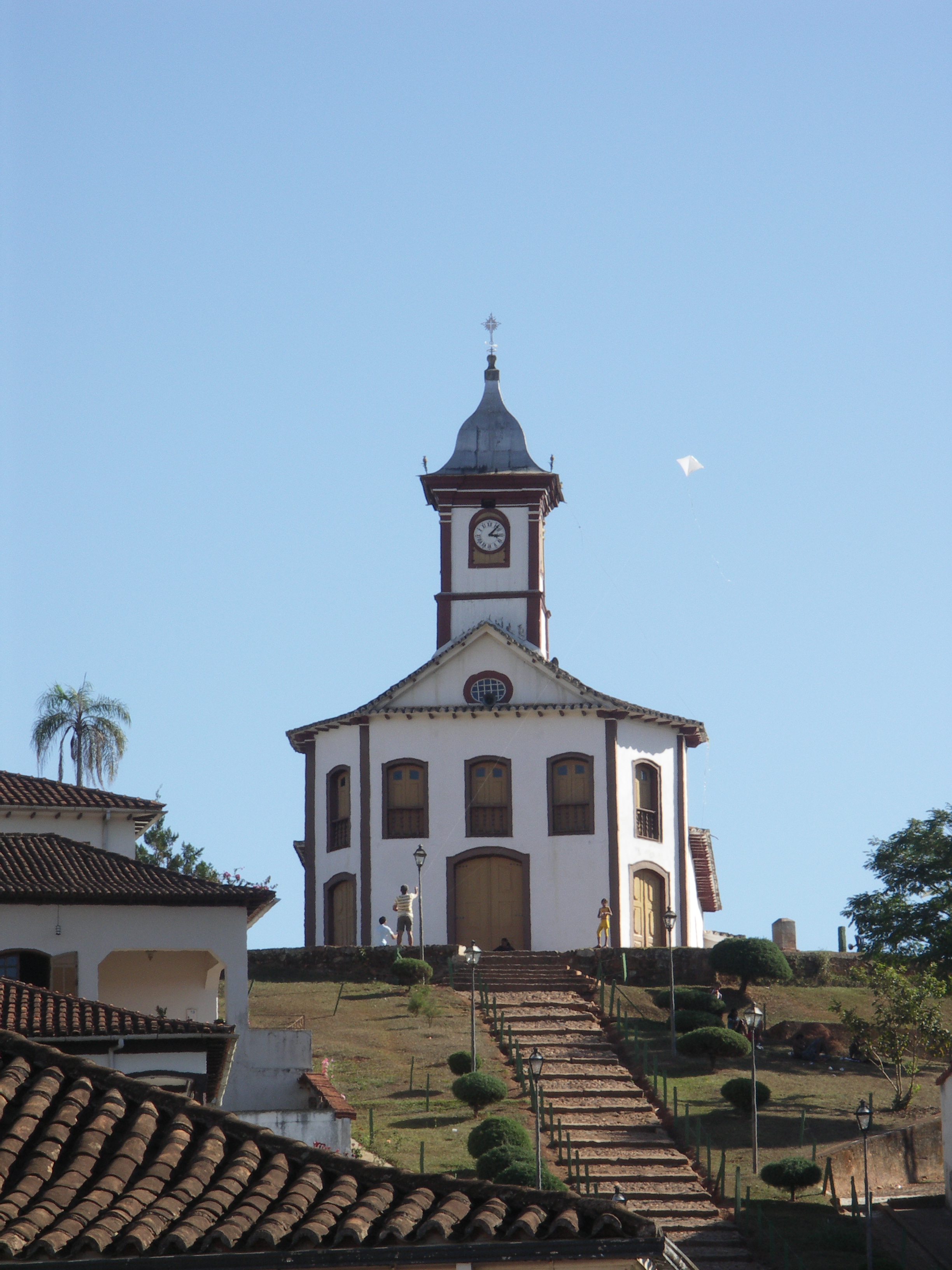
Fachada frontal da capela de Santa Rita.

A capela de Santa Rita é o maior símbolo do Serro, localizada no alto da cidade, com fachada poligonal de inusitada composição, uma única torre central e um grande relógio, que pode ser visto por quase todos os moradores. É uma das mais antigas igrejas da localidade, construída provavelmente no início do século XVIII, em 1745 já se fazia referência a campanhas para sua ornamentação.
Internamente, tem interessantes recursos decorativos, como as falsas tribunas da nave (fazendo supor um segundo andar), paredes revestidas de bela pintura de marmorizados e motivos florais, além de talhas de boa qualidade. O acesso, para quem vai do centro da cidade, se dá por uma bela e longa escadaria de pedras, com 57 degraus largos (curiosamente conhecida por “escadinha”), que proporciona uma das paisagens coloniais mais bonitas e originais de Minas Gerais. Do alto da escadaria, à frente da igreja, uma bela vista panorâmica da cidade, com suas ruas, casarões e outras igrejas. 
Ali se celebra, anualmente, a piedosa Festa de São Sebastião do Serro, o santo protetor do homem do campo. Não é amparada por medida direta de tombamento, mas está compreendida no acervo arquitetônico e paisagístico da cidade, tombado em conjunto.